# Mal d'altura

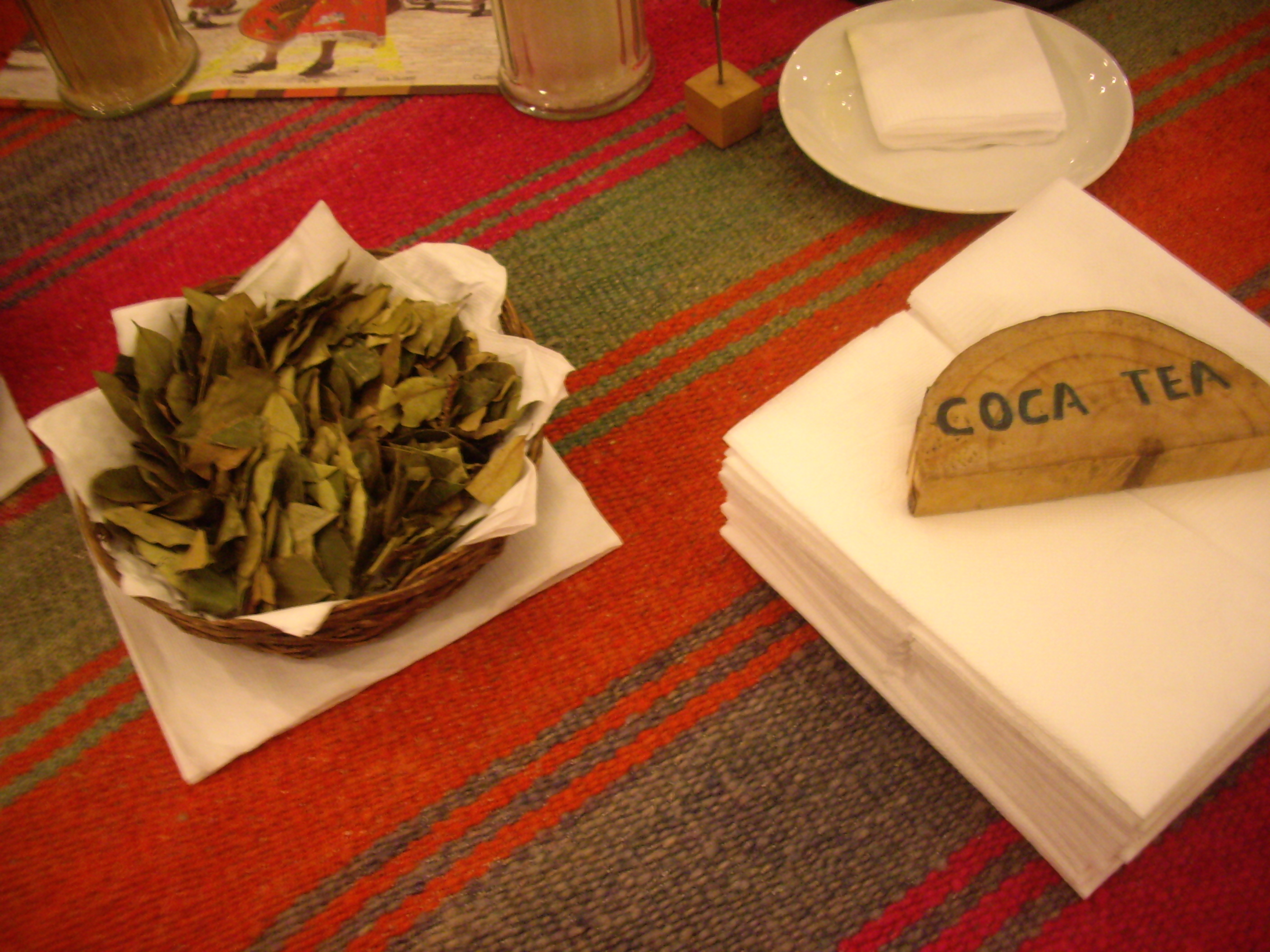
Te o mate de coca, utilitzat per pal·liar el mal d'altura als països andins

El mal d'altura o mal de muntanya agut és una síndrome de sofriment, vinculada a una pujada massa ràpida en altes altituds, a l'absència d'aclimatació i a una sensibilitat personal, més o menys important. Els seus símptomes són cefalees, nàusees i vòmits, insomni, cansament general, lassitud, vertígens, trastorns de l'equilibri, la dispnea i inapetència.
Hi ha cinc manifestacions del mal de muntanya: 
- El mal de muntanya agut es correlaciona amb l'altitud i la rapidesa de l'ascensió. Els símptomes inicials són: mal de cap, el símptoma més comú i persistent, decaïment, mareig, esgarrifances, nàusea, vòmit, pal·lidesa de cara, ofec i llavis morats (cianosi). A continuació: rubor facial, irritabilitat, dificultat de concentració, vertigen, xiulets a les oïdes, alteracions de l'audició, pèrdua de la gana, insomni, augment de l'ofec, debilitat severa, intolerància a l'esforç, més mal de cap, palpitacions, alteracions del ritme respiratori i pèrdua de pes. Símptomes més greus són els d'edema pulmonar i encefalopatia.
- Edema pulmonar : Els seus símptomes són tos, sensació de falta d'alè desproporcionat a l'exercici, mal de cap, poca capacitat de fer exercici, fatiga, ofec en repòs, i opressió toràcica. El reconeixement d'aquests símptomes com a símptomes d'edema de pulmó és vital per tal que el pacient pugui descendir abans que la malaltia li ho impedeixi. Si no descendeix, els símptomes següents són: gran dificultat respiratòria amb la sensació subjectiva i objectiva de respiració sibilant (xiulets respiratoris), i empitjorament de la respiració en estirar-se i millora en incorporar el tòrax (ortopnea).
- Alarma de l'encefalopatia de gran altitud. Els símptomes són: alteració de la consciència i de la marxa, el pacient camina com si estigués ebri. Si el pacient no descendeix, sol haver-hi mal de cap molt intens, confusió, retenció o incontinència urinària, dèficits neurològics, convulsions i coma.
- El mal de muntanya subagut es produeix en persones no aclimatades que romanen a altituds superiors als 4500 m. Els símptomes són ofec i tos. Sol haver-hi, a més, deshidratació, sequedat de pell i pruïja.
- El mal de muntanya crònic no sol ser una malaltia del viatger sinó una malaltia pròpia dels residents a comunitats que viuen a gran altitud i que han perdut els mecanismes d'adaptació a l'ambient que els envolta.

Es tracta doncs d'una malaltia freqüent que afecta gent amb bona salut però exposada a un entorn extrem d'alta altitud. La seva incidència és variable, però augmenta molt ràpidament amb l'altitud; seria del 15% a 2.000 metres d'altitud i del 60% a 4.000 metres.
Aquest mal apareix després d'algunes hores en altitud; retrocedeix amb l'aclimatació i desapareix immediatament amb el descens. Les persones que agafen un telefèric per quedar-se només una o dues hores en alta altitud, el temps d'admirar el paisatge - per exemple el telefèric de l'agulla del Migdia (3.840 metres) en el massís del Mont Blanc - no estarien afectades.

## Causes
La pressió atmosfèrica i, per tant, amb ella, la pressió parcial en oxigen, disminueixen amb l'altitud segons una relació pràcticament exponencial. Per això la quantitat d'oxigen disponible al nivell cel·lular disminueix, cosa que genera immediatament un cert nombre de mecanismes compensadors (hiperventilació, modificació de l'afinitat de l'hemoglobina per a l'oxigen, poliglobúlia, etc.).
Quan aquests mecanismes compensadors són insuficients o no hi ha prou temps d'instal·lar-se, la víctima pot desenvolupar un conjunt de símptomes anomenat «mal de muntanya agut». En els casos més greus, la persona pot fer un edema pulmonar, un edema cerebral, cosa que pot portar finalment a la mort en absència de tractament apropiat (descens, oxigen, farmacologia).

## Prevenció i cures
La prevenció passa en principi per l'aclimatació. Inclou l'ascensió lenta, repòs i dormir adequadament el dia abans de l'ascensió, menjar amb mesura i evitar l'alcohol, el tabac i l'activitat física innecessària. Per a sojorns prolongats sobre 3.500 metres, cal progressar en altitud de 500 metres a 800 metres màxim per dia segons la sensibilitat. A una altitud elevada (entre 4.000 metres i 5.000 metres), l'edema pulmonar d'alta altitud (OPHA) pot sobrevenir brutalment en tot moment en el transcurs de les primeres 48 hores. L'aclimatació és impossible o subòptima a partir dels 5500 m.
Alguns medicaments com els inhibidors càlcics milloren l'estat del malalt i en cas de sobrevenir el mal, li donen un petit marge de temps per permetre-li baixar i perdre ràpidament altitud, el que és realment l'únic mètode de cura eficaç.
A una altitud molt elevada, més enllà de 5.000 metres, el mal es pot complicar d'un edema cerebral d'alta altitud que es caracteritza per modificacions de l'humor i del comportament, i/o per mals de cap insuportables. Trastorns de la vista i dels vòmits en avions de reacció, precedeixen el coma que és fatal, si el malalt no ha baixat immediatament a una altitud més baixa, o es posa immediatament en una campana permetent augmentar la pressió, anomenada campana hiperbàrica.
Als Andes (Perú, Bolívia), les propietats de la fulla de coca, consumida en forma de te (mate de coca) o mastegada, permeten apaivagar-se els símptomes.